# ポッレナ・トロッキア
ポッレナ・トロッキア（イタリア語: Pollena Trocchia）は、イタリア共和国カンパニア州ナポリ県にある、人口約1万3000人の基礎自治体（コムーネ）。

## 地理

### 位置・広がり
ナポリ中心部から東へ10kmの距離にある。

#### 隣接コムーネ
隣接するコムーネは以下の通り。
- カザルヌオーヴォ・ディ・ナーポリ
- チェルコラ
- エルコラーノ
- マッサ・ディ・ソンマ
- サンタナスタジーア
- ヴォッラ

## 行政

### 分離集落
以下の分離集落（フラツィオーネ）がある。
- Guindazzi, Musci, Pollena, San Gennariello-Laurenzana, Tamburiello, Trocchia, Carcavone